# Futebol de areia nos Jogos Sul-Americanos de Praia de 2014
As disputas do futebol de areia nos Jogos Sul-Americanos de Praia de 2014 ocorreram na cidade de Vargas, na Venezuela, sede dos Jogos. A competição, se desenrolou entre os dias 20 e 24 de maio de 2014, somente o torneio masculino foi realizado. Este, reuniu seleções de oito países e teve como campeão o Brasil.

## Árbitros
A CONMEBOL anunciou uma lista de 8 árbitros das associações.
- Mariano Romo
- Ivo de Morales
- Carlos Rumiano
- Fabricio Quinteros
- Gustavo Martinez
- Micke Palomino
- Javier Bentancort
- Jose Misel

## Quadro de medalhas
| Ordem | País      |   |   |   | Total |
| 1     | Brasil    | 1 |   |   | 1     |
| 2     | Paraguai  |   | 1 |   | 1     |
| 3     | Argentina |   |   | 1 | 1     |
| TOTAL | TOTAL     | 1 | 1 | 1 | 3     |

## Primeira fase
A fase inicial do torneio foi disputada em dois grupos, com quatro equipes em cada. Classificaram-se para as semifinais os dois primeiros colocados de cada grupo.
Os jogos desta fase ocorreram entre os dias 20 e 22 de maio.
| Grupo A | Grupo B |

| Pos. | Equipe    | Pontos |
| ---- | --------- | ------ |
| 1º   | Equador   | 6      |
| 2º   | Paraguai  | 6      |
| 3º   | Venezuela | 6      |
| 4º   | Colômbia  | 0      |

| Pos. | Equipe    | Pontos |
| ---- | --------- | ------ |
| 1º   | Brasil    | 8      |
| 2º   | Argentina | 5      |
| 3º   | Uruguai   | 3      |
| 4º   | Peru      | 0      |

## Fase final
As semifinais ocorreram em uma sexta, os quatro melhores times se cruzariam para determinar os finalistas, sendo que o melhor primeiro dos dois primeiros grupos enfrentaria o segundo colocado do último grupo.

### Semifinais
| 23 de maio | Paraguai | 3 – 2 | Argentina | Coliseo Hugo Chávez, La Guaira, Venezuela |
| 19:30      |          |       |           |                                           |

| 23 de maio | Brasil | 10 – 3 | Equador | Coliseo Hugo Chávez, La Guaira, Venezuela |
| 20:45      |        |        |         |                                           |

### Disputa pelo bronze
| 24 de maio | Equador | 7 – 7 | Argentina | Coliseo Hugo Chávez, La Guaira, Venezuela |
| 10:30      |         |       |           |                                           |

|  |       | Pênaltis |
|  | 0 – 1 |          |

### Disputa pelo ouro
| 24 de maio | Brasil | 1 – 8 | Paraguai | Coliseo Hugo Chávez, La Guaira, Venezuela |
| 11:45      |        |       |          |                                           |